# Набатово
Набатово — опустевшая деревня в Тонкинском районе Нижегородской области. Входит в сельское поселение Большесодомовский сельсовет.

## География
Находится на расстоянии примерно 19 километров по прямой на запад-юго-запад от районного центра поселка Тонкино.

## История
В деревне в 1870 году учтено было хозяйств 23, жителей 139, в 1916 31 и 170 соответственно, были развиты плотницкий и лесной промысел. В период коллективизации был создан колхоз «Красная заря».

## Население
| 2002 | 2010 |
| ---- | ---- |
| 0    | →0   |